# Rick Moser
Richard Avery Moser (White Plains, 18 dicembre 1956) è un ex giocatore di football americano e attore statunitense che ha militato nel ruolo di running back nella National Football League (NFL).

## Carriera
Moser fu scelto nel corso dell'ottavo giro (208º assoluto) del Draft NFL 1978 dai Pittsburgh Steelers. Il suo contributo principale fu negli special team dove fu il miglior giocatore degli Steelers nel 1978 e 1979. Con la squadra vinse il Super Bowl XIII) e il Super Bowl XIV. In quest'ultimo mise a segno un record dell'evento di 5 placcaggi nei kickoff. In seguito giocò con i Miami Dolphins (1980), i Kansas City Chiefs (1981), di nuovo con gli Steelers (1981) e chiuse la carriera nel 1982 con i Tampa Bay Buccaneers.

## Palmarès
- Super Bowl : 2

Pittsburgh Steelers: XIII, XIV
- American Football Conference Championship: 2

Pittsburgh Steelers: 1978, 1979